# Lánycsók
Lánycsók je vas na Madžarskem, ki upravno spada pod podregijo Mohácsi Županije Baranja.